# Єфимов Олексій Олександрович
Олексій Олександрович Єфимов (рос. Алексей Александрович Ефимов; 15 лютого 1988, м. Москва, СРСР) — російський хокеїст, нападник. Виступає за «Автомобіліст» (Єкатеринбург) у Континентальній хокейній лізі. 
Виступав за: «Крила Рад» (Москва), «Лада» (Тольятті), ХК «Рязань», «Металург» (Новокузнецьк), ХК «Липецьк».